# 鍛治原成見
鍛治原 成見（かじわら なるみ）は、日本のライトノベル作家。

## 来歴
出身地、生年月日、性別、年齢等不明。
2022年5月4日、小説投稿サイト「小説家になろう」で活動を開始する。
2022年8月23日に投稿された「男爵令嬢は姉にさっさと結婚してほしい。」は、サイト内で1話、2話ともにランキング入りし、注目を集めるようになる。
2023年6月26日、「男爵令嬢は姉にさっさと結婚してほしい。」の書籍化が決定したことをサイト内で報告した。書籍化にあたってはタイトルを「魔獣狩りの令嬢〜夢見がちな姉と大型わんこ系婚約者に振り回される日々〜」に変更した。

## 作品リスト
- 魔獣狩りの令嬢〜夢見がちな姉と大型わんこ系婚約者に振り回される日々〜 （イラスト:縞、TOブックス、2023年9月9日発売、ISBN 978-4866999418）
- 魔獣狩りの令嬢2～夢見がちな姉と大型わんこ系婚約者に振り回される日々～ （イラスト:縞、TOブックス、2024年2月10日発売、ISBN 978-4867940976）
- 魔獣狩りの令嬢3～夢見がちな姉と大型わんこ系婚約者に振り回される日々～ （イラスト:縞、TOブックス、2024年11月20日発売、ISBN 978-4867943687）